# Wizo
Wizo je německá punkrocková skupina, pocházející z Sindelfingenu. Vznikla v roce 1985. Typická pro ně byla směs politiky a humoru, stojí vždy přímo v opozici vůči nacismu, rasismu a fašismu. Rozpadli se v roce 2005, přičemž v roce 2009 byla činnost skupina obnovena

## Sestava
- 1986–1990 − Jochen Bix (zpěv)
- 1986–2005 − Axel Kurth (zpěv, kytara)
- 1986–2005 − Jörn Genserowski (baskytara)
- 1987–1990 − Ratz (bicí)
- 1990–1996 − Charly (bicí)
- 1996–2000 − Ingo (bicí)
- 2000–2005 − Thomas Guhl (bicí)

## Biografie
Jochen Bix s kamarády založil skupinu „Wieso“ (znamenající „Proč“). O rok později změnili název na Wizo a v roce 1987 poprvé vystoupili před veřejností.
V roce 1988 nahráli první demo snímek, v roce 1990 nahráli další. Bix pouze nazpíval několik skladeb, mimo jiné i „Breaking the Law“, cover od Judas Priest. Poté skupinu opustil a místo frontmana zaujal Axel Kurth. Později ve stejném roce založili vlastní vydavatelství, Hulk Räckorz a vydali EP Klebstoff.
V roce 1991 vydali album Für'n Arsch.
V roce 1992 vydali další album Bleib Tapfer. Také zrealizovali singl „Roy Black ist tot“ jako pochybný tribut německé pop-star Royovi Blackovi k výročí jeho smrti. Skladba byl cover dětské písně s textem „Roy Black is dead, Roy Black is dead.“ Album bylo bulvárním deníkem Bild-Zeitung nazvané nejhorším CD roku.
V roce 1994 vydali další album Uuaarrgh!. O rok později nahráli desku Herrénhandtasche a vystupují na turné s Die Ärzte.
V roce 1996 skupina změnila sestavu – Ingo Hahn nahrazuje bubeníka Charliho Zaska a vydavali nahrávku Doof wie Scheiße.
V roce 1997 vydávali s japonskou skupinou Hi-Standard EP Weihnachten stinkt!.
V roce 1998 na americkém labelu Fat Wreck Chords vydali EP „Kraut & Rüben“ obsahující skladby úspěšné v Německu, ale neznámé ve zbytku světa. Ve stejném roce Herr Guhl nahrazuje Inga na místě bubeníka.
V září 2004 jako první v hudebním průmyslu vydali singl na USB klíči, obsahující také video, obrázky, texty a noty. V listopadu 2004 vydali album Anderster a po následujícím turné se rozpadli.
Po obnovení činnosti (2009) v roce 2014 vydávají album Punk gibt′s nicht umsonst! (Teil III).
V srpnu 2016 vydali své zatím poslední album Der.
Tvorba WIZO byla charakteristická spojením humoru, politiky a rychlého, melodického punku, a skupina se tak řadí do německého hnutí známého jako „Fun-Punk“.